# حلال (بني مطر)

تعديل مصدري - تعديل

حلال هي إحدى قرى عزلة جنب بمديرية بني مطر التابعة لمحافظة صنعاء، بلغ تعداد سكانها 348 نسمة حسب تعداد اليمن لعام 2004.